# Буддизм в Таджикистане

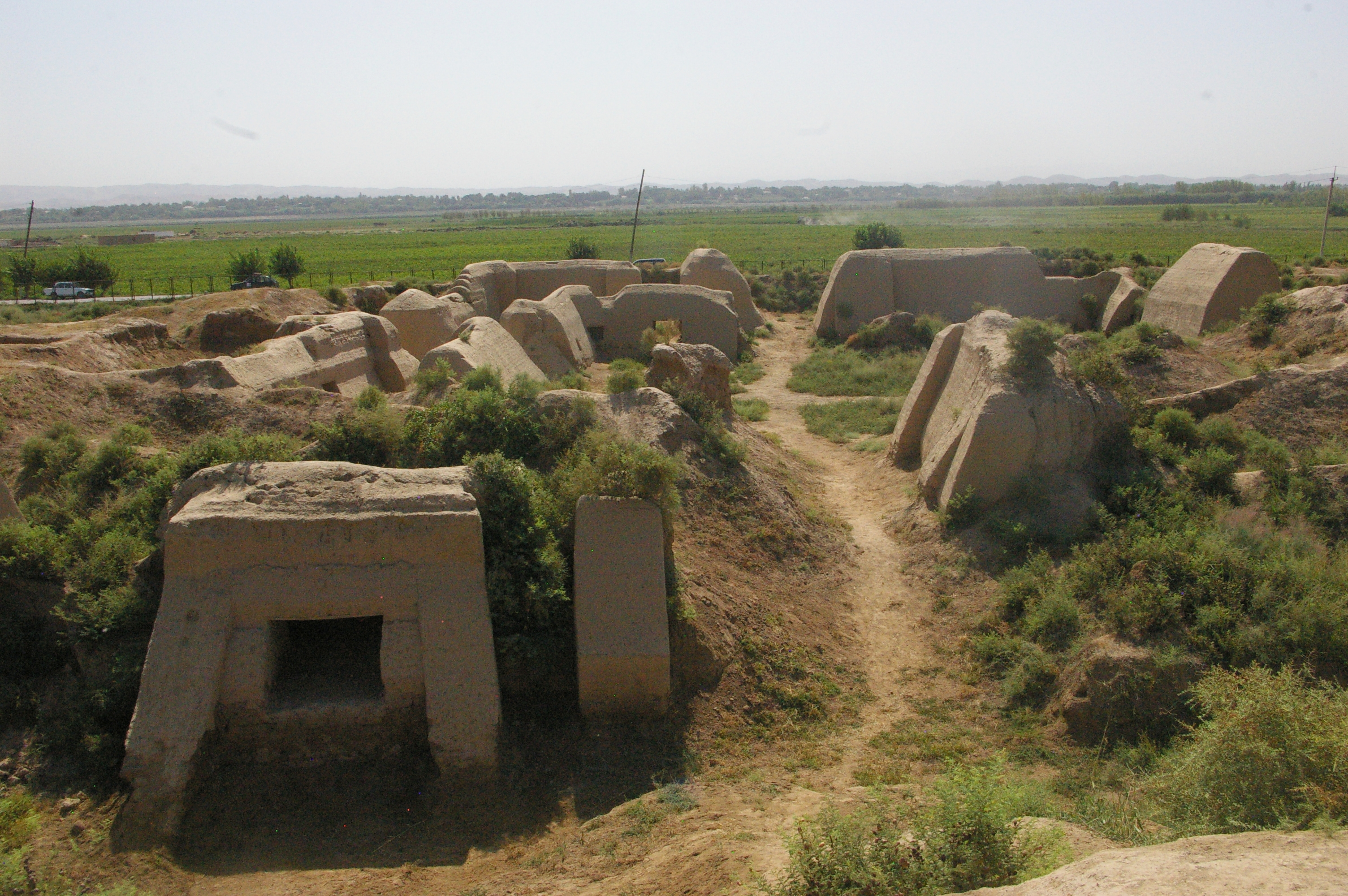
Остатки буддийского монастыря на холме Аджина-Тепе

Буддизм в Таджикистане — религия меньшинства, её исповедует 0,1 % населения этой страны.

## История

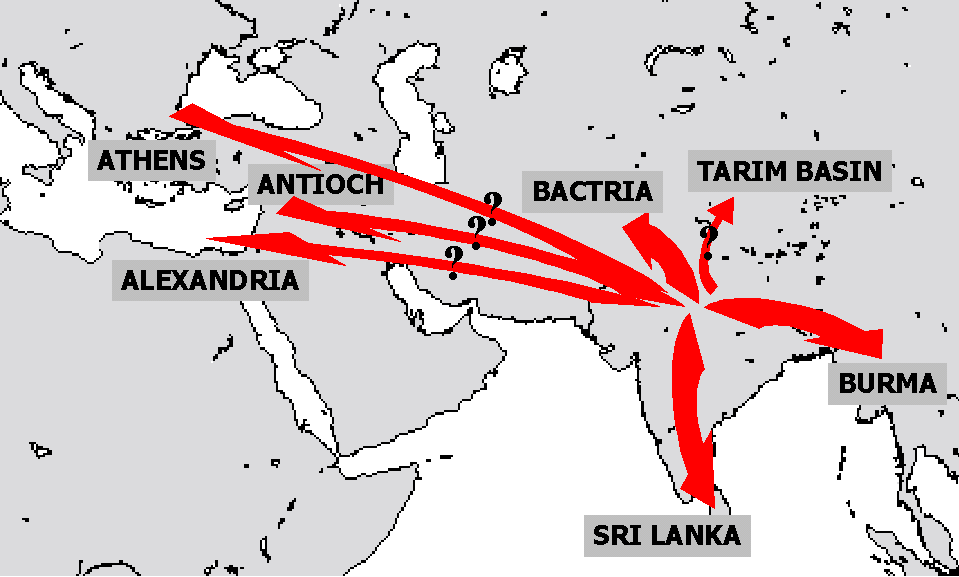
Распространение буддизма при царе Ашоке (260—218 до н. э.)

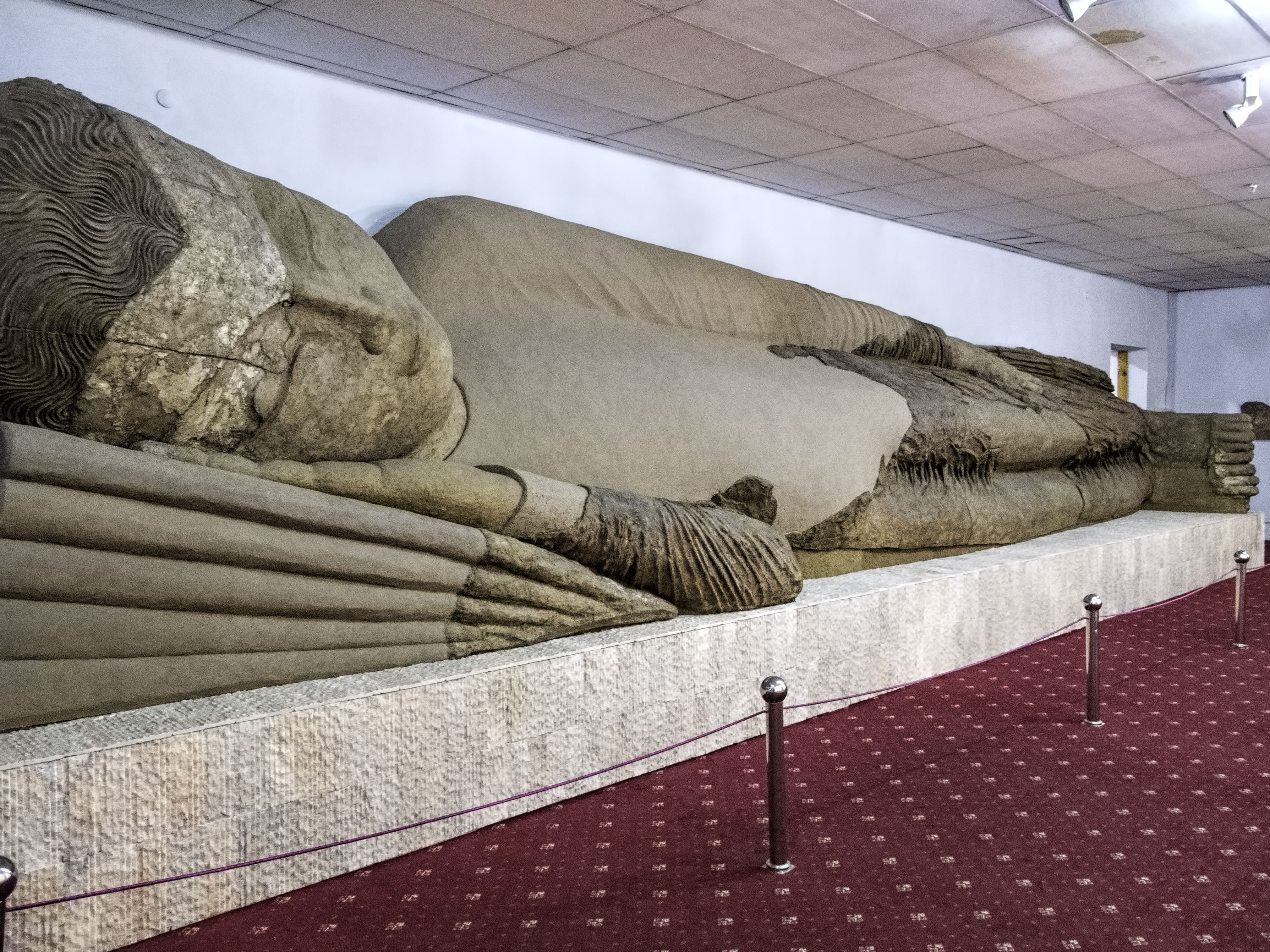
Большой Будда

До арабского вторжения в Среднюю Азию в начале VII века основными религиозными культами, исповедуемыми народами на территории современного Таджикистана были буддизм, зороастризм, манихейство и индуизм, а также были распространены христианство несторианского толка и иудаизм. После завоевания арабы провели полную исламизацию, которая полностью завершилась к середине XI века. Задолго до того времени, когда арабы принесли ислам в Центральную Азию, в регионе процветал буддизм.
Буддизм распространился на территории современного Таджикистана во время правления царя Мауриев Ашоки который направил буддистских проповедников в Бактрийское царство.  По легендам, Ашока посылал миссионеров через Гималаи в районы Хотана, в бассейн Тарима, и в Тохаристан (южные районы Таджикистан и Узбекистана) в которой буддизм получил наибольшее распространение. В дальнейшем буддизм распространился и на Согдиану. Китайский паломник Сюан Цзан, живший в VI веке, сообщил о том, что в Согдиане, есть два больших буддийских монастыря. Руины буддийских монастырей были найдены во время раскопок на юге Таджикистана – в Аджина-тепе.

## Современное положение
В наше время буддизм в Таджикистане исповедует не более 0.1% населения этой страны.
В 1999 году буддийский комплекс Аджина-Тепе вместе со статуей Будды были включены в список кандидатов памятников культурного наследия ЮНЕСКО в Таджикистане.